# Radnashiri
Radnashiri, född okänt år, död 1322, var en kinesisk kejsarinna, gift med Buyantu khan. 
Hon var en medlem av Khunggirad-stammen. Hon gifte sig med maken långt innan han blev kejsare, och blev 1302 mor till den blivande tronarvingen. 
Sedan maken besteg tronen mottog hon titeln kejsarinna. Hon utövade en del inflytande vid hovet och var indragen i en maktstrid med sin svärmor Dagi Khatun kring inflytande över politiken. 
Hennes make avled 1322 och efterträddes av hennes son. Hennes son gav henne titeln änkekejsarinna. Hon och hennes svärmor avled båda vid ungefär samma tidpunkt senare samma år.